# 앙투안 올리비에 필롱
앙투안 올리비에 필롱(프랑스어: Antoine Olivier Pilon, 1997년 6월 23일 ~ )은 캐나다의 배우이다.
몬트리올에서 태어났다.
또 한 명의 퀘벡 배우 앙투안 필롱(Antoine Pilon, 1993년 7월 9일~)과는 별개의 인물이다.

## 출연 작품
- 내 생애 최고의 겨울 3D (2012, The Pee-Wee 3D: The Winter That Changed My Life) - 야뉴 역
- 로렌스 애니웨이 (2012)
- 칼리지 보이 (2013, Indochine: College Boy) - 뮤직비디오
- 마미 (2014) - 스티브 역
- 1분 54초 (2016, 1:54) - 팀 역
- 타겟 넘버 원 (2020, Target Number One)